# Jerry Sloan
Gerald Eugene Sloan (født 28. marts 1942, død 22. maj 2020) var en amerikansk basketballspiller og senere træner. Han spillede 11 sæsoner i NBA, før han begyndte sin trænerkarriere, hvor han var bedst kendt for sin 23-årig periode som træner for Utah Jazz.

## Professionelle karriere
Sloan blev draftet med det fjerde valg i 1965 draften af Baltimore Bullets. Han spillede dog kun en sæson i Baltimore, før han i 1966 skiftede til den nyoprettede klub Chicago Bulls i et ekspansionsdraft. Sloan tilbragte det næste årti med Bulls, hvor han blev kendt for at være en af ligaens bedste forsvarsspillere.
Han kom på All-Star holdet to gange og var på All-Defensive Team seks gange i sin karriere. Han fik kælenavnet The Original Bull som klubbens første store spiller i deres historie, og i 1978 blev hans trøjenummer 4 pensioneret af klubben som den første spiller i klubbens historie.

## Trænerkarriere

### Chicago Bulls
Sloan begyndte sin trænerkarriere som assistenttræner hos Chicago Bulls i 1978. Året efter blev han forfremmet til cheftræner, en rolle som han holdte frem til 1982, hvor han blev fyret som resultat af en dårlig start på 1982-83 sæsonen.

### Utah Jazz
Sloan rykkede herefter til Utah Jazz, hvor han blev assistenttræner i 1985. I 1988 blev han forfremmet til cheftræner. Dette ville begynde en periode på 16 sæsoner i streg, hvor at Jazz nåede til slutspillet. Duoen af John Stockton og Karl Malone blev under Sloan etableret som en af ligaens bedste nogensinde, og Jazz vandt kun en enkelt gang i denne periode mindre end 50 kampe per sæson. De nåede til NBA finalerne to gange, i 1997 og 1998, men blev begge gange slået af Sloans gamle hold Chicago Bulls, ledt af Michael Jordan.
Stockton-Malone æraen sluttede i 2003, da begge spillere forlod klubben. Mange forventede, at Jazz med afstand ville være ligaens værste hold, da det bestod næsten eksklusivt af unge spillere, men de overraskede stort, og vandt 42 kampe i sæsonen, og missede kun lige akkurat slutspillet. Denne unge gruppe spillere ville hurtigt vise sig til at være gode, og Deron Williams etablerede sig som en af ligaens bedste point guards under Sloan, på trods af at de to meget ofte var i konflikt med hinanden. Sloan fik den 11. december 2006 sin NBA sejr nummer 1000 som træner, og blev hermed kun dem femte træner i NBA's historie til at opnå dette antal.
Konflikten mellem Sloan og Williams voksede markant i løbet af 2010-11 sæsonen, og den 10. februar 2011 chokerede Sloan ligaen, da han pludseligt sagde op som træner efter 23 sæsoner. Beslutningen kom efter, at Sloan havde følt, at klubbens sportschef ikke havde støttet ham nok i konflikten med sine spillere.

## Privat
Sloan blev i 2018 diagnosticeret med både Parkinsons sygdom og demens. Han døde den 22. maj 2020 som resultat af sygedommene.